# Liste der Biografien/Meyr
Liste der Biografien |
Portal Biografien |
Personensuche
# |
A |
B |
C |
D |
E |
F |
G |
H |
I |
J |
K |
L |
M |
N |
O |
P |
Q |
R |
S |
T |
U |
V |
W |
X |
Y |
Z |
?
 
Ma |
Mb |
Mc |
Md |
Me |
Mf |
Mg |
Mh |
Mi |
Mj |
Mk |
Ml |
Mm |
Mn |
Mo |
Mp |
Mq |
Mr |
Ms |
Mt |
Mu |
Mv |
Mw |
Mx |
My |
Mz
 
Mea–Mee |
Mef |
Meg |
Meh |
Mei |
Mej |
Mek |
Mel |
Mem |
Men |
Meo |
Mep |
Mer |
Mes |
Met |
Meu |
Mev |
Mew |
Mex |
Mey |
Mez
 
Meyb |
Meyd |
Meye |
Meyf |
Meyg |
Meyh |
Meyi |
Meyj |
Meyk |
Meyl |
Meyn |
Meyo |
Meyp |
Meyr |
Meys |
Meyt |
Meyz
Die Liste der Biografien führt alle Personen auf, die in der deutschsprachigen Wikipedia einen Artikel haben. Dieses ist eine Teilliste mit 17 Einträgen von Personen, deren Namen mit den Buchstaben „Meyr“ beginnt.

## Meyr
- Meyr, Franz Ludwig (1826–1907), deutscher Hofgerichtsrat und Politiker (Zentrum), MdR
- Meyr, Josef (1739–1829), böhmischer Glasfabrikant
- Meyr, Max (* 1915), deutscher SS-Obersturmführer und erster Verwaltungsführer im KZ Auschwitz
- Meyr, Max (* 1968), österreichischer Schauspieler
- Meyr, Melchior (1810–1871), Dichter und Philosoph

### Meyra
- Meyrat, Pierre (1916–1969), französischer Autorennfahrer

### Meyre
- Meyrer, Jörg (* 1962), deutscher römisch-katholischer Priester und Buchautor

### Meyri
- Meyrich, Carl (1892–1981), deutscher Wirtschaftswissenschaftler und Statistiker
- Meyrick, Andrew (* 1985), britischer Rennfahrer
- Meyrick, Edward (1854–1938), britischer Entomologe
- Meyrick, Samuel Rush (1783–1848), britischer Altertumsforscher
- Meyrink, Gustav (1868–1932), SchriftstellerGustav Meyrink (1868–1932)

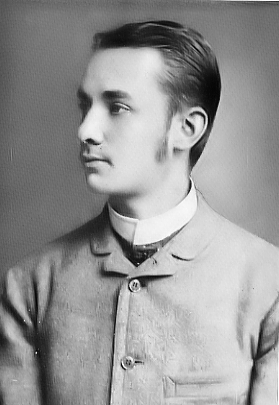
Gustav Meyrink (1868–1932)

- Meyrink, Michelle (* 1962), kanadische Schauspielerin

### Meyro
- Meyronnet, Pierre Simon († 1812), Politiker und Staatsmann
- Meyronnis, François (* 1961), französischer Schriftsteller
- Meyrowitz, Joshua (* 1949), US-amerikanischer Kommunikationswissenschaftler und Medientheoretiker
- Meyrowitz, Selmar (1875–1941), deutscher Dirigent